# Elecciones provinciales de San Juan de 2007
El 12 de agosto de 2007 se realizaron elecciones para elegir Gobernador, vicegobernador y 34 diputados provinciales. El resultado estableció que el gobernador José Luis Gioja (peronista kirchnerista) fuera reelegido gobernador de la provincia con un 61% de los votos.

## Resultados

### Gobernador y vicegobernador
| Fórmula               | Fórmula               | Partido/Alianza        | Partido/Alianza                           | Partido/Alianza                           | Votos   | %     |
| Gobernador            | Vicegobernador        | Partido/Alianza        | Partido/Alianza                           | Partido/Alianza                           | Votos   | %     |
| --------------------- | --------------------- | ---------------------- | ----------------------------------------- | ----------------------------------------- | ------- | ----- |
| José Luis Gioja       | José Rubén Uñac       |                        |                                           | Frente para la Victoria                   | 159.086 | 51,81 |
| José Luis Gioja       | José Rubén Uñac       |                        | Partido Bloquista                         | 11.852                                    | 3,86    |       |
| José Luis Gioja       | José Rubén Uñac       |                        | Movimiento Vida y Compromiso              | 8.840                                     | 2,88    |       |
| José Luis Gioja       | José Rubén Uñac       |                        | Partido Poular Participativo              | 4.339                                     | 1,41    |       |
| José Luis Gioja       | José Rubén Uñac       |                        | Alternativa Cívica                        | 3.684                                     | 1,20    |       |
| José Luis Gioja       | José Rubén Uñac       | Total Gioja - Uñac     | Total Gioja - Uñac                        | Total Gioja - Uñac                        | 187.801 | 61,16 |
| Roberto Basualdo      | Raúl Anzor            |                        |                                           | Frente para el Cambio                     | 73.459  | 23,92 |
| Roberto Basualdo      | Raúl Anzor            |                        | Movimiento Democrático Independiente      | 1.905                                     | 0,62    |       |
| Roberto Basualdo      | Raúl Anzor            | Total Basualdo - Anzor | Total Basualdo - Anzor                    | Total Basualdo - Anzor                    | 75.364  | 24,54 |
| Hugo Ramírez          | Narciso Ocampo        |                        | Propuesta Republicana                     | Propuesta Republicana                     | 9.789   | 3,19  |
| Nancy Avelín          | Rodolfo García        |                        | Cruzada Renovadora                        | Cruzada Renovadora                        | 9.436   | 3,07  |
| Miguel Arancibia      | Mario Capello         |                        | Una Nación Avanzada (UCR - MID)           | Una Nación Avanzada (UCR - MID)           | 7.646   | 2,49  |
| Diego Seguí           | Alfredo Castillo      |                        | Coalición Cívica                          | Coalición Cívica                          | 6.519   | 2,12  |
| Alberto Sánchez       | Carlos Rodríguez      |                        | Dignidad Ciudadana                        | Dignidad Ciudadana                        | 6.376   | 2,08  |
| Horacio Córdoba       | Juan Nefa             |                        | Concertación Popular                      | Concertación Popular                      | 2.427   | 0,79  |
| José Mini             | José Manuel Aguilar   |                        | Movimiento Socialista de los Trabajadores | Movimiento Socialista de los Trabajadores | 1.721   | 0,56  |
| Votos positivos       | Votos positivos       | Votos positivos        | Votos positivos                           | Votos positivos                           | 307.079 | 95,08 |
| Votos en blanco       | Votos en blanco       | Votos en blanco        | Votos en blanco                           | Votos en blanco                           | 11.553  | 3,58  |
| Votos nulos           | Votos nulos           | Votos nulos            | Votos nulos                               | Votos nulos                               | 4.324   | 1,34  |
| Participación         | Participación         | Participación          | Participación                             | Participación                             | 322.956 | 73,70 |
| Electores registrados | Electores registrados | Electores registrados  | Electores registrados                     | Electores registrados                     | 438.193 | 100   |
| Fuente:               |                       |                        |                                           |                                           |         |       |

### Cámara de Diputados
| Partido/Alianza       | Partido/Alianza                           | Diputado proporcional | Diputado proporcional | Diputado proporcional | Diputado proporcional | Diputado departamental | Diputado departamental | Diputado departamental | Bancas totales |
| Partido/Alianza       | Partido/Alianza                           | Votos                 | %                     | Bancas                | Electos | Votos                  | %                      | Bancas                 | Bancas totales |
| --------------------- | ----------------------------------------- | --------------------- | --------------------- | --------------------- | --- | ---------------------- | ---------------------- | ---------------------- | -------------- |
|                       | Frente para la Victoria                   | 151.226               | 51,12                 | 11/15                 | Ver electos: - Clarisa Rosana Botto - Eduardo Santiago Bustelo - Julio Rolando Coll - Rosalía María Garro - Víctor Manuel Menéndez - Justo Gabriel Pacheco - Antonio Jaime Salva - Juan Carlos Salvado - Edgardo Emilio Sancassanni - Héctor Daniel Tomás - María Stella Villagra | 147.649                | 50,17                  | 18/19                  | 29/34          |
|                       | Frente para el Cambio                     | 67.340                | 22,76                 | 4/15                  | Ver electos: - Armando Ramón Campos - Enrique Roberto Castro - José Nazareno Gazze - Lucía Francisca Sánchez | 63.675                 | 21,64                  |                        | 4/34           |
|                       | Propuesta Republicana                     | 11.909                | 4,03                  |                       | | 13.606                 | 4,62                   |                        |                |
|                       | Partido Bloquista                         | 11.573                | 3,91                  | 13.543                | 4,60 | 1/19                   | 1/34                   |                        |                |
|                       | Movimiento Vida y Compromiso              | 9.339                 | 3,16                  | 9.993                 | 3,40 |                        |                        |                        |                |
|                       | Cruzada Renovadora                        | 8.566                 | 2,90                  | 7.786                 | 2,65 |                        |                        |                        |                |
|                       | Una Nación Avanzada (UCR - MID)           | 8.460                 | 2,86                  | 10.620                | 3,61 |                        |                        |                        |                |
|                       | Coalición Cívica                          | 6.832                 | 2,31                  | 7.541                 | 2,56 |                        |                        |                        |                |
|                       | Dignidad Ciudadana                        | 6.667                 | 2,25                  | 5.950                 | 2,02 |                        |                        |                        |                |
|                       | Partido Poular Participativo              | 4.166                 | 1,41                  | 4.892                 | 1,66 |                        |                        |                        |                |
|                       | Alternativa Cívica                        | 3.961                 | 1,34                  | 4.642                 | 1,58 |                        |                        |                        |                |
|                       | Concertación Popular                      | 2.529                 | 0,85                  | 2.391                 | 0,81 |                        |                        |                        |                |
|                       | Movimiento Socialista de los Trabajadores | 1.771                 | 0,60                  | 1.309                 | 0,44 |                        |                        |                        |                |
|                       | Movimiento Democrático Independiente      | 1.478                 | 0,50                  | 694                   | 0,24 |                        |                        |                        |                |
| Votos positivos       | Votos positivos                           | 295.817               | 91,60                 | 294.291               | 91,12 |                        |                        |                        |                |
| Votos en blanco       | Votos en blanco                           | 24.300                | 7,52                  | 25.892                | 8,02 |                        |                        |                        |                |
| Votos nulos           | Votos nulos                               | 2.839                 | 0,88                  | 2.773                 | 0,86 |                        |                        |                        |                |
| Participación         | Participación                             | 322.956               | 73,70                 | 322.956               | 73,70 |                        |                        |                        |                |
| Electores registrados | Electores registrados                     | 438.193               | 100                   | 438.193               | 100 |                        |                        |                        |                |
| Fuentes:              |                                           |                       |                       |                       | |                        |                        |                        |                |

#### Resultados por departamentos
| 25 de Mayo 1 Diputado   | 25 de Mayo 1 Diputado                     | 25 de Mayo 1 Diputado | 25 de Mayo 1 Diputado | 25 de Mayo 1 Diputado       |
| Partido/Alianza         | Partido/Alianza                           | Votos                 | %                     | Electo                      |
| ----------------------- | ----------------------------------------- | --------------------- | --------------------- | --------------------------- |
|                         | Frente para la Victoria                   | 3.787                 | 52,97                 | - Rolando Daniel Melian     |
|                         | Frente para el Cambio                     | 1.434                 | 20,06                 |                             |
|                         | Propuesta Republicana                     | 872                   | 12,20                 |                             |
|                         | Partido Bloquista                         | 727                   | 10,17                 |                             |
|                         | Concertación Popular                      | 143                   | 2,00                  |                             |
|                         | Cruzada Renovadora                        | 119                   | 1,66                  |                             |
|                         | Una Nación Avanzada                       | 67                    | 0,94                  |                             |
| Votos positivos         | Votos positivos                           | 7.149                 | 90,41                 |                             |
| Votos en blanco         | Votos en blanco                           | 732                   | 9,26                  |                             |
| Votos nulos             | Votos nulos                               | 26                    | 0,33                  |                             |
| Participación           | Participación                             | 7.907                 | 77,73                 |                             |
| Electores registrados   | Electores registrados                     | 10.172                | 100                   |                             |
| 9 de Julio 1 Diputado   |                                           |                       |                       |                             |
| Partido/Alianza         | Partido/Alianza                           | Votos                 | %                     | Electo                      |
|                         | Frente para la Victoria                   | 2.981                 | 63,49                 | - Eustaquio Mario Sánchez   |
|                         | Alternativa Cívica                        | 1.441                 | 30,69                 |                             |
|                         | Frente para el Cambio                     | 240                   | 5,11                  |                             |
|                         | Cruzada Renovadora                        | 33                    | 0,70                  |                             |
| Votos positivos         | Votos positivos                           | 4.695                 | 95,62                 |                             |
| Votos en blanco         | Votos en blanco                           | 200                   | 4,07                  |                             |
| Votos nulos             | Votos nulos                               | 15                    | 0,31                  |                             |
| Participación           | Participación                             | 4.910                 | 84,82                 |                             |
| Electores registrados   | Electores registrados                     | 5.789                 | 100                   |                             |
| Albardón 1 Diputado     |                                           |                       |                       |                             |
| Partido/Alianza         | Partido/Alianza                           | Votos                 | %                     | Electo                      |
|                         | Frente para la Victoria                   | 7.159                 | 63,14                 | - Juan Carlos Abarca        |
|                         | Frente para el Cambio                     | 3.490                 | 30,78                 |                             |
|                         | Una Nación Avanzada                       | 358                   | 3,16                  |                             |
|                         | Dignidad Ciudadana                        | 187                   | 1,65                  |                             |
|                         | Cruzada Renovadora                        | 91                    | 0,80                  |                             |
|                         | Concertación Popular                      | 35                    | 0,31                  |                             |
|                         | Coalición Cívica                          | 19                    | 0,17                  |                             |
| Votos positivos         | Votos positivos                           | 11.339                | 94,41                 |                             |
| Votos en blanco         | Votos en blanco                           | 625                   | 5,20                  |                             |
| Votos nulos             | Votos nulos                               | 46                    | 0,38                  |                             |
| Participación           | Participación                             | 12.010                | 81,49                 |                             |
| Electores registrados   | Electores registrados                     | 14.738                | 100                   |                             |
| Angaco 1 Diputado       |                                           |                       |                       |                             |
| Partido/Alianza         | Partido/Alianza                           | Votos                 | %                     | Electo                      |
|                         | Frente para la Victoria                   | 1.755                 | 38,91                 | - Omar Eduardo Blanco       |
|                         | Una Nación Avanzada                       | 982                   | 21,77                 |                             |
|                         | Frente para el Cambio                     | 750                   | 16,63                 |                             |
|                         | Propuesta Republicana                     | 502                   | 11,13                 |                             |
|                         | Partido Bloquista                         | 344                   | 7,63                  |                             |
|                         | Cruzada Renovadora                        | 159                   | 3,53                  |                             |
|                         | Concertación Popular                      | 18                    | 0,40                  |                             |
| Votos positivos         | Votos positivos                           | 4.510                 | 91,43                 |                             |
| Votos en blanco         | Votos en blanco                           | 388                   | 7,87                  |                             |
| Votos nulos             | Votos nulos                               | 35                    | 0,71                  |                             |
| Participación           | Participación                             | 4.933                 | 79,82                 |                             |
| Electores registrados   | Electores registrados                     | 6.180                 | 100                   |                             |
| Calingasta 1 Diputado   |                                           |                       |                       |                             |
| Partido/Alianza         | Partido/Alianza                           | Votos                 | %                     | Electo                      |
|                         | Frente para la Victoria                   | 2.117                 | 50,18                 | - Mario Adrián Romero       |
|                         | Frente para el Cambio                     | 946                   | 22,42                 |                             |
|                         | Partido Bloquista                         | 690                   | 16,35                 |                             |
|                         | Partido Poular Participativo              | 192                   | 4,55                  |                             |
|                         | Movimiento Democrático Independiente      | 143                   | 3,39                  |                             |
|                         | Una Nación Avanzada                       | 82                    | 1,94                  |                             |
|                         | Cruzada Renovadora                        | 49                    | 1,16                  |                             |
| Votos positivos         | Votos positivos                           | 4.219                 | 92,24                 |                             |
| Votos en blanco         | Votos en blanco                           | 307                   | 6,71                  |                             |
| Votos nulos             | Votos nulos                               | 48                    | 1,05                  |                             |
| Participación           | Participación                             | 4.574                 | 75,65                 |                             |
| Electores registrados   | Electores registrados                     | 6.046                 | 100                   |                             |
| Capital 1 Diputado      |                                           |                       |                       |                             |
| Partido/Alianza         | Partido/Alianza                           | Votos                 | %                     | Electo                      |
|                         | Frente para la Victoria                   | 30.343                | 49,81                 | - Luis Eduardo Leonardelli  |
|                         | Frente para el Cambio                     | 19.249                | 31,60                 |                             |
|                         | Dignidad Ciudadana                        | 3.146                 | 5,16                  |                             |
|                         | Cruzada Renovadora                        | 2.113                 | 3,47                  |                             |
|                         | Propuesta Republicana                     | 1.780                 | 2,92                  |                             |
|                         | Coalición Cívica                          | 1.746                 | 2,87                  |                             |
|                         | Una Nación Avanzada                       | 1.387                 | 2,28                  |                             |
|                         | Movimiento Socialista de los Trabajadores | 590                   | 0,97                  |                             |
|                         | Concertación Popular                      | 560                   | 0,92                  |                             |
| Votos positivos         | Votos positivos                           | 60.914                | 90,64                 |                             |
| Votos en blanco         | Votos en blanco                           | 5.629                 | 8,38                  |                             |
| Votos nulos             | Votos nulos                               | 661                   | 0,98                  |                             |
| Participación           | Participación                             | 67.204                | 69,78                 |                             |
| Electores registrados   | Electores registrados                     | 96.310                | 100                   |                             |
| Caucete 1 Diputado      |                                           |                       |                       |                             |
| Partido/Alianza         | Partido/Alianza                           | Votos                 | %                     | Electo                      |
|                         | Frente para la Victoria                   | 6.460                 | 41,19                 | - Víctor Manuel Doña        |
|                         | Frente para el Cambio                     | 3.291                 | 20,98                 |                             |
|                         | Una Nación Avanzada                       | 2.086                 | 13,30                 |                             |
|                         | Propuesta Republicana                     | 2.064                 | 13,16                 |                             |
|                         | Coalición Cívica                          | 1.300                 | 8,29                  |                             |
|                         | Concertación Popular                      | 233                   | 1,49                  |                             |
|                         | Cruzada Renovadora                        | 132                   | 0,84                  |                             |
|                         | Movimiento Socialista de los Trabajadores | 117                   | 0,75                  |                             |
| Votos positivos         | Votos positivos                           | 15.683                | 94,05                 |                             |
| Votos en blanco         | Votos en blanco                           | 828                   | 4,97                  |                             |
| Votos nulos             | Votos nulos                               | 165                   | 0,99                  |                             |
| Participación           | Participación                             | 16.676                | 72,97                 |                             |
| Electores registrados   | Electores registrados                     | 22.852                | 100                   |                             |
| Chimbas 1 Diputado      |                                           |                       |                       |                             |
| Partido/Alianza         | Partido/Alianza                           | Votos                 | %                     | Electo                      |
|                         | Frente para la Victoria                   | 12.995                | 42,90                 | - Roque Manuel Elizondo     |
|                         | Movimiento Vida y Compromiso              | 9.993                 | 32,99                 |                             |
|                         | Frente para el Cambio                     | 3.325                 | 10,98                 |                             |
|                         | Partido Bloquista                         | 1.750                 | 5,78                  |                             |
|                         | Cruzada Renovadora                        | 680                   | 2,24                  |                             |
|                         | Propuesta Republicana                     | 425                   | 1,40                  |                             |
|                         | Una Nación Avanzada                       | 423                   | 1,40                  |                             |
|                         | Dignidad Ciudadana                        | 361                   | 1,19                  |                             |
|                         | Coalición Cívica                          | 185                   | 0,61                  |                             |
|                         | Concertación Popular                      | 154                   | 0,51                  |                             |
| Votos positivos         | Votos positivos                           | 30.291                | 90,52                 |                             |
| Votos en blanco         | Votos en blanco                           | 2.814                 | 8,41                  |                             |
| Votos nulos             | Votos nulos                               | 359                   | 1,07                  |                             |
| Participación           | Participación                             | 33.464                | 74,26                 |                             |
| Electores registrados   | Electores registrados                     | 45.064                | 100                   |                             |
| Iglesia 1 Diputado      |                                           |                       |                       |                             |
| Partido/Alianza         | Partido/Alianza                           | Votos                 | %                     | Electo                      |
|                         | Partido Bloquista                         | 1.647                 | 41,70                 | - Jorge Leopoldo Espejo     |
|                         | Frente para la Victoria                   | 1.297                 | 32,84                 |                             |
|                         | Frente para el Cambio                     | 799                   | 20,23                 |                             |
|                         | Una Nación Avanzada                       | 175                   | 4,43                  |                             |
|                         | Coalición Cívica                          | 32                    | 0,81                  |                             |
| Votos positivos         | Votos positivos                           | 3.950                 | 95,27                 |                             |
| Votos en blanco         | Votos en blanco                           | 185                   | 4,46                  |                             |
| Votos nulos             | Votos nulos                               | 11                    | 0,27                  |                             |
| Participación           | Participación                             | 4.146                 | 81,66                 |                             |
| Electores registrados   | Electores registrados                     | 5.077                 | 100                   |                             |
| Jáchal 1 Diputado       |                                           |                       |                       |                             |
| Partido/Alianza         | Partido/Alianza                           | Votos                 | %                     | Electo                      |
|                         | Frente para la Victoria                   | 4.373                 | 40,29                 | - Pedro Horacio Espejo      |
|                         | Alternativa Cívica                        | 3.201                 | 29,49                 |                             |
|                         | Frente para el Cambio                     | 2.534                 | 23,35                 |                             |
|                         | Cruzada Renovadora                        | 487                   | 4,49                  |                             |
|                         | Coalición Cívica                          | 258                   | 2,38                  |                             |
| Votos positivos         | Votos positivos                           | 10.853                | 90,96                 |                             |
| Votos en blanco         | Votos en blanco                           | 1.014                 | 8,50                  |                             |
| Votos nulos             | Votos nulos                               | 64                    | 0,54                  |                             |
| Participación           | Participación                             | 11.931                | 77,39                 |                             |
| Electores registrados   | Electores registrados                     | 15.417                | 100                   |                             |
| Pocito 1 Diputado       |                                           |                       |                       |                             |
| Partido/Alianza         | Partido/Alianza                           | Votos                 | %                     | Electo                      |
|                         | Frente para la Victoria                   | 12.312                | 77,07                 | - Néstor Fabián Aballay     |
|                         | Frente para el Cambio                     | 2.736                 | 17,13                 |                             |
|                         | Cruzada Renovadora                        | 329                   | 2,06                  |                             |
|                         | Una Nación Avanzada                       | 281                   | 1,76                  |                             |
|                         | Concertación Popular                      | 241                   | 1,51                  |                             |
|                         | Coalición Cívica                          | 76                    | 0,48                  |                             |
| Votos positivos         | Votos positivos                           | 15.975                | 88,79                 |                             |
| Votos en blanco         | Votos en blanco                           | 1.910                 | 10,62                 |                             |
| Votos nulos             | Votos nulos                               | 106                   | 0,59                  |                             |
| Participación           | Participación                             | 17.991                | 73,41                 |                             |
| Electores registrados   | Electores registrados                     | 24.506                | 100                   |                             |
| Rawson 1 Diputado       |                                           |                       |                       |                             |
| Partido/Alianza         | Partido/Alianza                           | Votos                 | %                     | Electo                      |
|                         | Frente para la Victoria                   | 30.893                | 64,56                 | - Hugo Oscar Díaz           |
|                         | Frente para el Cambio                     | 8.207                 | 17,15                 |                             |
|                         | Partido Bloquista                         | 3.119                 | 6,52                  |                             |
|                         | Cruzada Renovadora                        | 1.829                 | 3,82                  |                             |
|                         | Dignidad Ciudadana                        | 1.021                 | 2,13                  |                             |
|                         | Una Nación Avanzada                       | 834                   | 1,74                  |                             |
|                         | Propuesta Republicana                     | 723                   | 1,51                  |                             |
|                         | Concertación Popular                      | 483                   | 1,01                  |                             |
|                         | Coalición Cívica                          | 405                   | 0,85                  |                             |
|                         | Movimiento Socialista de los Trabajadores | 336                   | 0,70                  |                             |
| Votos positivos         | Votos positivos                           | 47.850                | 92,52                 |                             |
| Votos en blanco         | Votos en blanco                           | 3.403                 | 6,58                  |                             |
| Votos nulos             | Votos nulos                               | 465                   | 0,90                  |                             |
| Participación           | Participación                             | 51.718                | 70,54                 |                             |
| Electores registrados   | Electores registrados                     | 73.313                | 100                   |                             |
| Rivadavia 1 Diputado    |                                           |                       |                       |                             |
| Partido/Alianza         | Partido/Alianza                           | Votos                 | %                     | Electo                      |
|                         | Frente para la Victoria                   | 12.762                | 39,00                 | - José Amadeo Soria         |
|                         | Frente para el Cambio                     | 8.849                 | 27,04                 |                             |
|                         | Partido Poular Participativo              | 4.700                 | 14,36                 |                             |
|                         | Partido Bloquista                         | 1.930                 | 5,90                  |                             |
|                         | Cruzada Renovadora                        | 1.036                 | 3,17                  |                             |
|                         | Propuesta Republicana                     | 997                   | 3,05                  |                             |
|                         | Dignidad Ciudadana                        | 889                   | 2,72                  |                             |
|                         | Una Nación Avanzada                       | 590                   | 1,80                  |                             |
|                         | Coalición Cívica                          | 423                   | 1,29                  |                             |
|                         | Concertación Popular                      | 283                   | 0,86                  |                             |
|                         | Movimiento Socialista de los Trabajadores | 266                   | 0,81                  |                             |
| Votos positivos         | Votos positivos                           | 32.725                | 87,93                 |                             |
| Votos en blanco         | Votos en blanco                           | 4.075                 | 10,95                 |                             |
| Votos nulos             | Votos nulos                               | 416                   | 1,12                  |                             |
| Participación           | Participación                             | 37.216                | 74,26                 |                             |
| Electores registrados   | Electores registrados                     | 50.116                | 100                   |                             |
| San Martín 1 Diputado   |                                           |                       |                       |                             |
| Partido/Alianza         | Partido/Alianza                           | Votos                 | %                     | Electo                      |
|                         | Frente para la Victoria                   | 2.768                 | 52,88                 | - Rolando Abel Cámpora      |
|                         | Partido Bloquista                         | 1.294                 | 24,72                 |                             |
|                         | Frente para el Cambio                     | 654                   | 12,50                 |                             |
|                         | Una Nación Avanzada                       | 454                   | 8,67                  |                             |
|                         | Cruzada Renovadora                        | 53                    | 1,01                  |                             |
|                         | Coalición Cívica                          | 11                    | 0,21                  |                             |
| Votos positivos         | Votos positivos                           | 5.234                 | 91,94                 |                             |
| Votos en blanco         | Votos en blanco                           | 420                   | 7,38                  |                             |
| Votos nulos             | Votos nulos                               | 39                    | 0,69                  |                             |
| Participación           | Participación                             | 5.693                 | 80,03                 |                             |
| Electores registrados   | Electores registrados                     | 7.114                 | 100                   |                             |
| Santa Lucía 1 Diputado  |                                           |                       |                       |                             |
| Partido/Alianza         | Partido/Alianza                           | Votos                 | %                     | Electo                      |
|                         | Frente para la Victoria                   | 9.411                 | 44,63                 | - Javier Ruiz Álvarez       |
|                         | Propuesta Republicana                     | 4.670                 | 22,14                 |                             |
|                         | Frente para el Cambio                     | 4.285                 | 20,32                 |                             |
|                         | Coalición Cívica                          | 1.668                 | 7,91                  |                             |
|                         | Cruzada Renovadora                        | 387                   | 1,84                  |                             |
|                         | Dignidad Ciudadana                        | 346                   | 1,64                  |                             |
|                         | Una Nación Avanzada                       | 241                   | 1,14                  |                             |
|                         | Concertación Popular                      | 81                    | 0,38                  |                             |
| Votos positivos         | Votos positivos                           | 21.089                | 89,76                 |                             |
| Votos en blanco         | Votos en blanco                           | 2.174                 | 9,25                  |                             |
| Votos nulos             | Votos nulos                               | 232                   | 0,99                  |                             |
| Participación           | Participación                             | 23.495                | 73,72                 |                             |
| Electores registrados   | Electores registrados                     | 31.869                | 100                   |                             |
| Sarmiento 1 Diputado    |                                           |                       |                       |                             |
| Partido/Alianza         | Partido/Alianza                           | Votos                 | %                     | Electo                      |
|                         | Frente para la Victoria                   | 2.556                 | 27,67                 | - Víctor Hugo Muñoz Carpino |
|                         | Propuesta Republicana                     | 1.573                 | 17,13                 |                             |
|                         | Frente para el Cambio                     | 1.387                 | 15,01                 |                             |
|                         | Coalición Cívica                          | 1.349                 | 14,60                 |                             |
|                         | Partido Bloquista                         | 893                   | 9,67                  |                             |
|                         | Una Nación Avanzada                       | 640                   | 6,93                  |                             |
|                         | Movimiento Democrático Independiente      | 551                   | 5,96                  |                             |
|                         | Concertación Popular                      | 160                   | 1,73                  |                             |
|                         | Cruzada Renovadora                        | 129                   | 1,40                  |                             |
| Votos positivos         | Votos positivos                           | 9.238                 | 91,59                 |                             |
| Votos en blanco         | Votos en blanco                           | 805                   | 7,98                  |                             |
| Votos nulos             | Votos nulos                               | 43                    | 0,43                  |                             |
| Participación           | Participación                             | 10.086                | 78,58                 |                             |
| Electores registrados   | Electores registrados                     | 12.835                | 100                   |                             |
| Ullum 1 Diputado        |                                           |                       |                       |                             |
| Partido/Alianza         | Partido/Alianza                           | Votos                 | %                     | Electo                      |
|                         | Frente para la Victoria                   | 1.082                 | 46,40                 | - Jorge Agapito Gil         |
|                         | Frente para el Cambio                     | 871                   | 37,35                 |                             |
|                         | Una Nación Avanzada                       | 151                   | 6,48                  |                             |
|                         | Cruzada Renovadora                        | 136                   | 5,83                  |                             |
|                         | Partido Bloquista                         | 92                    | 3,95                  |                             |
| Votos positivos         | Votos positivos                           | 2.332                 | 93,62                 |                             |
| Votos en blanco         | Votos en blanco                           | 139                   | 5,58                  |                             |
| Votos nulos             | Votos nulos                               | 18                    | 0,72                  |                             |
| Participación           | Participación                             | 2.489                 | 84,60                 |                             |
| Electores registrados   | Electores registrados                     | 2.942                 | 100                   |                             |
| Valle Fértil 1 Diputado |                                           |                       |                       |                             |
| Partido/Alianza         | Partido/Alianza                           | Votos                 | %                     | Electo                      |
|                         | Una Nación Avanzada                       | 1.761                 | 45,52                 |                             |
|                         | Frente para la Victoria                   | 1.533                 | 39,62                 | - Emilio Augusto Fernández  |
|                         | Partido Bloquista                         | 291                   | 7,52                  |                             |
|                         | Frente para el Cambio                     | 232                   | 6,00                  |                             |
|                         | Coalición Cívica                          | 52                    | 1,34                  |                             |
| Votos positivos         | Votos positivos                           | 3.869                 | 97,11                 |                             |
| Votos en blanco         | Votos en blanco                           | 106                   | 2,66                  |                             |
| Votos nulos             | Votos nulos                               | 9                     | 0,23                  |                             |
| Participación           | Participación                             | 3.984                 | 80,57                 |                             |
| Electores registrados   | Electores registrados                     | 4.945                 | 100                   |                             |
| Zonda 1 Diputado        |                                           |                       |                       |                             |
| Partido/Alianza         | Partido/Alianza                           | Votos                 | %                     | Electo                      |
|                         | Frente para la Victoria                   | 1.065                 | 44,82                 | - Isidro Alejo Oyola        |
|                         | Frente para el Cambio                     | 396                   | 16,67                 |                             |
|                         | Partido Bloquista                         | 766                   | 32,24                 |                             |
|                         | Una Nación Avanzada                       | 108                   | 4,55                  |                             |
|                         | Cruzada Renovadora                        | 24                    | 1,01                  |                             |
|                         | Coalición Cívica                          | 17                    | 0,72                  |                             |
| Votos positivos         | Votos positivos                           | 2.376                 | 93,95                 |                             |
| Votos en blanco         | Votos en blanco                           | 138                   | 5,46                  |                             |
| Votos nulos             | Votos nulos                               | 15                    | 0,59                  |                             |
| Participación           | Participación                             | 2.529                 | 86,97                 |                             |
| Electores registrados   | Electores registrados                     | 2.908                 | 100                   |                             |